# Фред (футболист, 1983)
Фредери́ко Ша́вес Ге́дес (порт. Frederico Chaves Guedes, более известный как Фред (порт. Fred); род. 3 октября 1983, Теофилу-Отони) — бразильский футболист, игравший на позиции нападающего.

## Биография
Фред начал профессиональную карьеру в клубе «Америка Минейро», за который провёл 57 матчей и забил 34 гола. Позже перешёл в «Крузейро», где смог проявить себя, забив в 70 матчах различных турниров 54 мяча. Именно в «Крузейро» Фред смог осуществить чрезвычайно успешную серию: 43 матча и 40 забитых мячей.
После этого на эффективного форварда обратили внимание ведущие европейские клубы, среди них был и итальянский «Милан». Однако в 2005 году Фред выбрал французский «Олимпик» из Лиона, в котором уже играли его соотечественники Крис и Жуниньо Пернамбукано.
В первом же матче за свой новый клуб против «Монако» Фред сделал дубль, и его клуб выиграл со счётом 2:1. Начав превосходный сезон в чемпионате Франции, Фред забил в 9 проведенных встречах 5 голов.
В феврале 2009 года он разорвал контракт с французским клубом и на правах свободного агента перешёл во «Флуминенсе», заключив пятилетний контракт.
В течение Кубка Конфедераций 2013 года Фред забивал чуть ли не в каждом матче, и тем самым помог сборной Бразилии взять верх в этом турнире над самими испанцами (3:0). В финале, который проходил 30 июня 2013 года на стадионе «Маракана» в Рио-де-Жанейро, Фред отличился дважды (на 2 и 47 минутах, соответственно).
Был одним из трёх основных нападающих сборной Бразилии (наряду с Неймаром и Халком) на Чемпионате мира 2014 года в Бразилии. Играл в полуфинале со сборной Германии (1:7) до 69 минуты, но вёл себя пассивно, и в матче за 3-е место со сборной Голландии (0:3) на поле не вышел. Всего на турнире забил один гол (Камеруну) и сделал одну голевую передачу, а по его окончании принял решение завершить карьеру в сборной Бразилии.
30 января 2015 года капитан «Флуминенсе» Фред продлил действующее соглашение с клубом, новый контракт нападающего сборной Бразилии заключён до конца 2018 года.
10 июля 2022 года объявил о завершении карьеры игрока.

## Достижения
Командные
Олимпик (Лион)
- Чемпион Франции (3): 2005/06, 2006/07, 2007/08
- Обладатель Кубка Франции: 2007/08

Флуминенсе
- Чемпион Бразилии (2): 2010, 2012

Сборная Бразилия
- Обладатель Кубка конфедераций: 2013

Личные
- Лучший игрок чемпионата Бразилии: 2004
- Обладатель «Золотой бутсы» (по версии журнала «Плакар»): 2005
- Лучший бомбардир чемпионата Бразилии (3): 2012 (20 голов), 2014 (18 голов), 2016 (14 голов, совместно с Диего Соузой и Вильямом Почкером)
- Попал в символическую сборную Кубка конфедераций 2013 года по версии ФИФА
- Автор одного из самых быстрых голов в истории футбола. Мяч после удара Фреда пересёк линию ворот спустя 3,17 секунды после стартового свистка[9].